# ブリザード (アルバム)
BLIZARDは、ヘヴィメタルバンドBLIZARDのアルバム。

## 内容
9曲中2曲は栗林誠一郎による作曲。2曲は洋楽カバー曲。
ゲストボーカルとして、B'zとしてのデビュー前の稲葉浩志が参加している。

## 収録曲
1. Broken Loneliness
2. FIRE OF DESIRE
3. DANCE
「Broken Loneliness」のB面曲。
4. Kill Me Your Love
5. Nobody knows the truth
6. Keep on Fighting
7. Loop coaster music
8. FLY HIGH...
9. in the middle -love is blind for lovers-

作詞:星野今日子(1,4,5)、松川敏也(2,3,9)、下村成二郎(6)、Joe Perry(7)、Steve Walth(8)
日本訳詞:星野今日子(7,8)
作曲:栗林誠一郎(1,4)、松川敏也(2,3,5,6,9)、Joe Perry(7)、Steve Walth(8)